# Haeckeliania nigra
Haeckeliania nigra är en stekelart som beskrevs av Lin 1994. Haeckeliania nigra ingår i släktet Haeckeliania och familjen hårstrimsteklar. Inga underarter finns listade i Catalogue of Life.